# Čitská oblast
Čitská oblast (rusky Читинская область, Čitinskaja oblast) byl federální subjekt Ruska (oblast) v jihovýchodní Sibiři. Jejím administrativním centrem byla Čita. Měla hranice s Čínou (998 km) a Mongolskem (868 km) a vnitřní hranice s Irkutskou a Amurskou oblastí, s Burjatskou a Jakutskou republikou. Na jihu ležel Aginský burjatský autonomní okruh, s nímž byla k březnu 2008 oblast sloučena do nového subjektu – Zabajkalského kraje.

## Historie
Území dnešní Čitské oblasti, bylo poprvé prozkoumáno kozáky vedenými Pjotrem Beketovem v roce 1653. Lidé se sem začali stěhovat a na příkaz ztužovat ruské hranice s Čínou a Mongolskem a těžit nerostné zdroje. Roku 1891 se začala budovat místní část Transsibiřské magistrály. V roce 1920 se Čita stala hlavním městem Dálněvýchodní republiky, která se sloučila s Ruskem v listopadu 1922, měsíc před vyhlášením Sovětského svazu. Poté byl v roce 1923 založen Zabajkalský kraj, který se v roce 1937 přeměnil v dnešní Čitskou oblast. V referendu k 11. 3. 2007 bylo rozhodnuto o spojení Aginského burjatského autonomního okruhu s Čitskou oblastí za vzniku staronového Zabajkalského kraje.
K 29. února 2008 oblast zanikla a 1. března 2008 vznikl sloučením s Aginským burjatským autonomním okruhem Zabajkalský kraj.

## Oblastní symboly

### Vlajka
Vlajka Čitské oblasti byla přijata v roce 1995 a byla tvořena listem o poměru stran 2:3 se dvěma vodorovnými pruhy, zeleným a červeným, mezi které byl od žerdi vsunut žlutý rovnoramenný trojúhelník. Po sloučení s Aginským burjatským autonomním okruhem v roce 2008 vznikl Zabajkalský kraj, který si vlajku Čitské oblasti ponechal.

## Průmysl a zemědělství
V oblasti se nachází hodně železných, neželezných, vzácných, a drahých kovů, uhlí, dřevěného uhlí (výroba), a minerálních vod. Ruské odhadované zásoby rud s vysokým podílem uranu jsou 145 400 tun. Mnohá z těchto nalezišť leží nedaleko Krasnokamensku, druhého největšího města oblasti (55 600 obyv.), kde se nacházejí také Priargunské doly a chemický kombinát PMCC. Lesy pokrývají asi 60 % rozlohy. Tím pádem je v oblasti hlavním průmyslem kromě hutnictví také palivový průmysl a dřevařství. Také je zde na vyšší úrovni potravinářský a lehký průmysl. Místní zemědělství se soustřeďuje na chov dobytka, ovcí, a sobů.